# Smith-Inseln
Die Smith-Inseln (englisch Smith Islands) sind eine aus zwei Inseln bestehende Gruppe vor der Budd-Küste des ostantarktischen Wilkesland. Im Archipel der Windmill-Inseln liegen sie nahe dem Tracy Point, dem westlichen Ausläufer der Insel Beall Island.
Luftaufnahmen beider Inseln entstanden bei der US-amerikanischen Operation Highjump (1946–1947) und Operation Windmill (1947–1948). Das Advisory Committee on Antarctic Names benannte sie 1963 nach Roger E. Smith, Aerograph der United States Navy und Mitglied der Mannschaft auf der Wilkes-Station im Jahr 1958.